# Abdellatif Aloui
Abdellatif Aloui (arabe : عبد اللطيف العلوي), né le 28 avril 1969 à Balta (en) dans le gouvernorat de Jendouba, est un enseignant, poète, romancier et homme politique tunisien.

## Biographie
Il effectue ses études universitaires à la faculté de droit et des sciences politiques de Tunis puis travaille comme enseignant d'arabe.
Dans les années 1990, il est emprisonné pour son activité politique contre le régime de Zine el-Abidine Ben Ali.
En février 2019, il participe à la fondation de la Coalition de la dignité, qui le nomme comme sa tête de liste dans la circonscription de l'Ariana, où il remporte un siège de député à l'Assemblée des représentants du peuple après les élections législatives de 2019. Dès lors, le 29 novembre 2019, il devient assistant du président chargé des Relations avec le gouvernement et la présidence de la République.
Le 22 août 2021, il annonce sa démission de la Coalition de la dignité, de son bloc parlementaire ainsi que du bureau de l'Assemblée des représentants du peuple ; il annonce aussi son retrait de la vie politique mais garde cependant son siège de député indépendant.

## Œuvres littéraires

### Poèmes
- (ar) خيبات طفل عظيم [« Les Déceptions d'un grand enfant »], Tunis, Mayara éditions,‎ 2014, 120 p. (ISBN 978-9-938-88018-2).
- (ar) عادات سيف الدولة [« Coutumes de Sayf al-Dawla »], Tunis,‎ 2015.
- (ar) طوق الهلاك [« Collier de la perdition »], Tunis, Édition et distribution culturelles,‎ 2016.

### Romans
- Trilogie Biographie de la révolution : 
  - (ar) الثقب الأسود [« Le Trou noir »], Tunis, Édition et distribution culturelles,‎ 2017.
  - (ar) أسوار الجنّة [« Les Murs du paradis »], Tunis, Ichraq éditions,‎ 2018 (ISBN 978-9-938-00514-1).
  - (ar) بيض الأفعى [« Œufs de serpent »], Tunis, Édition et distribution culturelles,‎ 2018.